# 2008年香港流行性感冒疫潮

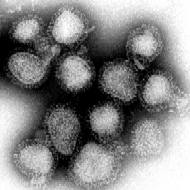
爆發流感的病毒是為在香港常見的H3N2

2008年香港流行性感冒疫潮，簡稱2008年香港流感疫潮，是指香港在2008年3月初，數十家小學的學童受到甲型流感的影響而爆發的疫潮，事件至今導致小學、特殊學校由2008年3月13日起停課超過兩週，而中學則踏進戒備狀態。是次流感事件和在2003年發生的SARS事件相似。

## 死亡個案
柯浩楊，2歲，男童
柯浩楊在2月21日開始出現過發燒、咳嗽等流感病徵，至2月26日不治死亡；而法醫發現他生前患有心肌炎，表示是他致死的原因。
何寶宜，3歲，女童
2月26日，居住於屯門的三歲女童的妹妹何寶宜也出現和她姊姊出現類似的病徵，她看過私家醫生後，在3月1日凌晨到屯門醫院急症室求診，經醫生診斷為上呼吸道感染並沒有入院；當日下午這多女童的病情急轉直下，並在傍晚不治而去世。而何寶宜姊姊則在翌日入住屯門醫院，在肺部X光片中發現她的肺部有陰影，而呼吸道分泌物化驗證實她是感染了H3N2，但對禽流感呈陰性反應。
3月13日，袁國勇在專家小組首次會議後表示，專家小組發現何寶宜的心臟、肝及腎都有脂肪化的可能性，但在她的血液及尿液均無含有阿士匹靈，因而有可能是先天性酵素缺乏而引致。
羅浩明，7歲，男童
就讀於屯門順德聯誼總會何日東小學的七歲男童羅浩明，3月10日在屯門醫院兒科深切治療部留醫，消息指出他神志不清及沒有反應，有流感徵狀，初步證實他有腦炎，而衛生防護中心在當日表示，他的情況危殆。羅浩明腦幹細胞死亡，24小時後家人為他決定安樂死，於3月11日中午12時去世。他的去世消息一出，他所就讀的小學宣布3月12日起停課，提前開始復活節假期。
3月13日，袁國勇在專家小組首次會議後表示，羅浩明體內同時存在H3N2病毒抗體及H1N1病毒，但由於他曾經服食類固醇治療哮喘以致抑壓他的免疫系統而令到流感病毒借機而入，因而誘發急性腦炎而去世。翌日，羅爸爸表示羅浩明沒有哮喘，只是氣管敏感以及鼻敏感，也無做過手術，亦對藥物沒有任何敏感。

## 流感爆發前
早於二月尾時，患上季節性流感的人數已經急速上升，衛生防護中心也表示香港將會踏入流感高峰期，另外因受一月尾至二月初的強烈寒潮影響下，加上再有新一波全新變種的甲型H3N2布里斯本型流感由澳洲一帶傳入香港，衛生署不排除會令今年的流感高峰期較正常長及患病的人數較多，但市民仍照舊活動，很多都沒有理會衛生防護中心的警告，結果令流感疫情在三月急轉直下，先後做成三名小童死亡，其中3歲女童何寶宜更在二十四小時內流感病情急速惡化，最後死亡。
全香港公立醫院內科病房已經在3月7日爆滿，其使用率達110%，而屯門醫院更是重災區，病床要在病房走廊加開床位，該醫院在當日表示將會採取應變措施。翌日，屯門醫院把流感病人和非流感病人到急症室求診時作分流處理，以免交叉感染；另外為了預防求診人數上升，屯門醫院急症室在醫院外設置一個臨時等候區域。3月10日；由於爆發流感，全香港公立醫院因而即日起縮短探病時間至2小時（以屯門醫院為例，探病時間由下午六時半至八時半）。

## 爆發
流感人數於3月頭急急爆發，學校流感爆發人數也如衛生防護中心所預計急劇上升，而一名3歲女童何寶宜也於3月1日因患上甲型H3N2布里斯本型流感因而去世。正當市民擔心會重演沙士事件，紛紛要求子女使用口罩時，於3月11日再有一名7歲男童羅浩明也因同一時間感染流感後死亡，令流感愈演愈烈。3月12日，繼屯門順德聯誼總會何日東小學後，鄰近的元朗公立中學校友會小學也爆發流感，部份家長提早於中午到該校接其子女回家，校方指是日有99名學生及1名教師告假，並要求學生戴上口罩等相關措施。同日早上10時，食物及衛生局局長周一嶽表示不知道是否有新的病毒出現，但現時（指當日）不可以和在2003年的沙士時期相比；而醫院管理局行政總裁蘇利民到多間公立醫院為前線員工打氣，他表示是年因流感而入院的人數特別較往年多，而入住內科人數較去年同期上升16%，兒科則上升60至70%；全香港各醫院也採取特別措施，包括緊急調動骨科、婦科等的病床以及醫護人員到內科及兒科病房、醫生到急症室會診，而對於公立醫院服務構成壓力，而醫護人員合共超時15,000小時外；醫管局緊急調動人手應付，亦會向醫護人員，發特別超時工作津貼，為期1至2個月，而這個特別津貼將會較他們的增加25%。另一方面，香港教育界人士要求當局訂出停課準則，令學校可以有規可以依循，但教育局局長孫明揚則認為，應按每間學校應該因應該校實際情況決定是否停課，並呼籲學校不要自行停課，以免造成恐慌；

## 停課
但在3月12日晚上，教育局突然宣佈全香港小學、幼兒教育及特殊學校由翌日起停課至少兩週至3月28日，是沙士之後的首次停課；而食物及衛生局局長周一嶽表示有關決定可有效防止流感交叉感染及中斷傳播鏈；但有教育界人士批評停課決定過於倉猝。各界人士也要求局長解釋停課原因，而局長周一嶽則反駁就算各界人士聲討他要求他下台，他也要停課以免令流感恐慌及病情急劇擴散及蔓延全球。。
3月13日，由香港大學微生物學系系主任袁國勇領導專責調查3名兒童接連死亡個案的專家小組召開首次會議，他並表示現時沒有證據顯示流感病毒突變；食物及衛生局局長周一嶽就在是日上課前10個小時才宣布停課向而導致不便的家長等等而致歉，即使有政治風險也認為決定是無錯的；而世界衛生組織西太平洋區發言人科丁尼同意香港教育局有關決定停課事宜是正確及支持。翌日，周一嶽表示在有需要的情況下可能會延長停課的時間。另一方面，周一嶽表示香港政府有意為小童（至12歲）注射流感疫苗，而在公立醫院還是衛生署給予私家診所注射則有待研究。另外，衞生防護中心接獲27宗院舍爆發流感個案，中招人數多達197人。實驗室最新化驗顯示，流感病毒趨勢產生變化，甲型流感已開始超越乙型流感，佔主導地位，上周分離出的流感病毒較對上一周高近50%。而衛生防護中心表示上周分離出247個流感病毒樣本，高於對上一周的166個，其中149個病毒樣本屬甲型流感，乙型流感只有98個。甲型流感病毒為變種的布里斯本型和所羅門群島型，而乙型流感則為山形和馬來西亞型。
3月15日，廣東突然爆發禽流感，廣州荔灣區有市場雞隻集體死亡，令各大城市市民更加恐慌。同時中國各大城市均知道香港流感疫情，害怕重演沙士蔓延中國，因而很多市民不會到香港。3月16日，衛生署再接獲多4名兒童懷疑染流感出現肺炎入院的個案呈報，其中一名正留醫屯門醫院的10歲女童情况更屬嚴重，至今流感致嚴重併發症兒童呈報個案達12宗，顯示停課後仍會有流感爆發引致併發症的個案。2日後，首次出現中學生感染流感後引致併發症入住深切治療部的個案，衛生暑接獲四間中學爆發流感，共涉及23人，而其中一間流感爆發的沙田賽馬會體藝中學的一名12歲女生，確診感染乙型流感引致糖尿併發症，入住瑪嘉烈醫院留醫，情況嚴重。而衛生防護中心也接獲四宗疑感流感出現併發症而入院個案，其中3入住深切治療部，連同12歲中一女生，共5名新增個案，令累積入院個案增至17宗，其中5名證實感染流感，另12人則懷疑感染，衛生防護中心表示停課後流感疫情將會急急回落。
3月19日，衛生防護中心接獲2宗2歲男童及1宗2歲女童出現發燒及呼吸道感染徵狀後，分別有嚴重肺炎和腦病併發問題，於聯合醫院接受深切治療及山頂明德醫院留醫，令累積人數增至20宗，17人仍留醫，其後實驗室證實2歲女童感染甲型流感。近期數據顯示流感爆發的學校已急急回落，而流感監測人數則有待時間進一步下降，而廣東開始踏入流感高峰期，一天內新增個案197宗，自開始流感通報機制累積人數至600多宗。翌日，衛生防護中心接獲3宗小童因流感併發症入院個案，其中一名7歲女童因心肌炎入住瑪嘉烈醫院深切治療部、情況嚴重，而另外2名3個月及兩歲女童則因嚴重肺炎，分別入住威爾斯親王醫院深切治療部及屯門醫院，衛生防護中心自3月13始流感定點監測以來共錄得23宗兒童出現肺炎等流感併發症徵狀入院個案。衛生防護中心已表明如無意外將於3月31日後復課，同時表示流感疫情已如他所預計流感爆發數目已經連續2天錄得0個案。另外，廣東再有流感爆發個案，一日內新增個案69宗個案，累積流感人數至747宗，當中包括17宗校園流感爆發，涉及510多人。爆發流感的校園，分別位於廣州、深圳、珠海、韶關、惠州、江門及東莞。當到了3月21日，衛生防護中心接獲一宗男童懷疑感染流感入院個案，流感定點監測累積人數達24人。另外，食物及衛生局局長周一嶽表示全面停課機會不大，預計將於復活假期後小學及幼稚園全面復課，但他同時表示復課後仍然是流感高峰期，不排除復課後仍會有小型爆發。流感疫潮似乎因全港小學和幼稚園停課已緩和起來。

## 復課
3月31日，全港小學及幼稚園正式全面復課，衛生防護中心表示香港的流感爆發院校爆發個案已明顯回落，而上周實驗室呈報流感病毒總數在這二星期也明顯回落，但預料復課後仍會有學校爆發個案發生。
3月27日，威爾斯親王醫院9D內科男病房爆發流感，先後有7名年齡由63歲至91歲的病人出現流感徵狀，其後證實全部均對甲型流感測試呈陽性反應。另外，同一病房的一名醫護職員亦出現流感徵狀，現正在休假。
4月6日，威爾斯親王醫院就該院較早前一個9D內科男病房疑爆發流感，今日再有二人對甲型流感病毒呈陽性反應，出現流感徵狀的病人年齡分別83歲及87歲，院方為他們進行流感病毒測試，他們均對甲型流感病毒呈陽性反應。
4月7日，屯門新生命教育協會平安福音中學疑爆發流感，該中學共有1男3女學生患上流感，情況輕微。另外衛生防護中心接獲威爾斯親王醫院較早前爆發流感個案，共涉及15人。
4月8日，再有三間小學一間幼稚園懷疑爆發流感，共有18名學童受影響。另外，中國疾病控制中心一研究指出，禽流感H5N1病毒可能出現有限度的人傳人個案。翌日，衛生防護中心接獲一名女童疑染流感，現時於屯門醫院留院，令累積人數至28人。另外也接獲兩宗院舍爆發流感的報告，涉及一間小學及一間安老院舍，共有8名人士受影響。
4月11日，青森幼兒園爆發大規模的病毒感染，幼兒園的77名幼兒以及1名女教師感到不適，其中4名幼兒被送往廣華醫院；由於事件的大規模爆發，因此翌日起停課一週。

## 爆發學校
下列是為爆發流行性感冒的學校（資料截至4月9日）：
元朗區
- 元朗公立中學校友會鄧兆棠中學
- 元朗公立中學校友會小學
- 伊利沙伯中學舊生會小學分校
- 香港青年協會李兆基書院
- 妙法寺陳呂重德紀念中學

屯門區
- 保良局莊啟程第二小學（下午校）
- 順德聯誼總會何日東小學
- 屯門天主教中學
- 東華三院辛亥年總理中學
- 屯門新生命教育協會平安福音中學

北區
- 鳳溪幼稚園
- 仁濟醫院永隆幼稚園

大埔區
- 保良局千禧田家炳小學

沙田區
- 沙田官立小學
- 沙田培英中學
- 基督教合一堂幼稚園
- 賽馬會體藝中學
- 沙田循道衛理中學
- 吳氏宗親總會泰伯紀念學校

西貢區
- 新界婦孺福利會梁省德學校（將軍澳）
- 仁濟醫院靚次伯紀念中學（將軍澳）

葵青區
- 香港聖公會麥理浩夫人(石蔭)幼稚園

深水埗區
- 香港四邑商工總會黃棣珊紀念中學

觀塘區
- 五邑司徒浩中學

黃大仙區
- 聖文德天主教小學（鳳德邨）
- 聖文德天主教小學（慈雲山）

九龍城區
- 何文田浸信會幼稚園
- 九龍靈光小學
- 陳瑞祺喇沙小學
- 余振強紀念中學

油尖旺區
- 香港保護兒童會匯豐銀行慈善基金幼兒學校
- 拔萃女書院
- 循道中學

中西區
- 嘉諾撒聖心學校私立部

灣仔區
- 番禺會所華仁小學
- 香港基督教服務處時代幼兒學校

東區
- 聖馬可小學
- 衛理中學
- 閩僑中學

## 影響
醫院
- 受事件的影響，涉及的公立醫院有屯門醫院、威爾親王醫院、東區醫院等等，而私家醫院則有仁安醫院[13]。

教育
- 受事件影響，全香港小學、幼稚園、幼兒教育、特殊教育至少停課兩週，而中學則踏入戒備狀態，此事令中小學重新恢復沙士時期度體溫的機制，而學生紛紛戴上口罩以免感染流感，而患病及有發燒病徵出現的學生，學校均要求該學生至少請假二日以上才可回校。[13]。

醫療
- 周一嶽在7月31日宣佈今年11月1日至明年3月底，政府資助年齡由6個月至未滿6歲的港童，接受流感疫苗注射，當局會向每個小童資助80元，計劃將會令30萬兒童受惠，涉及開支5600萬元[23]。

旅遊業
- 受到爆發流感的影響，觸發亞洲地區及中華人民共和國部分省、城市居民的恐慌；部分旅行團更因事件的影響而取消或押後到香港旅遊，也有旅客要求退團，引發退團潮[24]。

股市
- 受事件的影響，本身已受美國次貸危機影響的香港恆生指數在宣佈停課後加速下跌，3月13日至3月18日短短4個交易日內下跌10%，直至3月下旬最後一個星期後才穩定下來。